# Ibn Maryam
Ne doit pas être confondu avec ʿĪsā.
Muhammad b. Muhammad b. Ahmad, plus célèbre sous le nom d'Ibn Maryam (en arabe : ابن مريم), était un hagiographe maghrébin du XVIe siècle (mort vers 1615). Il figure parmi les érudits les plus éminents de Tlemcen. 
Si son ouvrage, intitulé Al-Bustāne fi dikri al-'awliyā' wa al-ulama (« Le jardin biographique des saints et des savants »), est largement reconnu, sa biographie reste moins documentée. Cet ouvrage constitue un catalogue des saints locaux, mettant en lumière principalement ceux ayant vécu ou étudié à Tlemcen, et sa région, les villes voisines d'Oran et de Nedroma, ainsi que les campagnes avoisinantes.

## Biographie

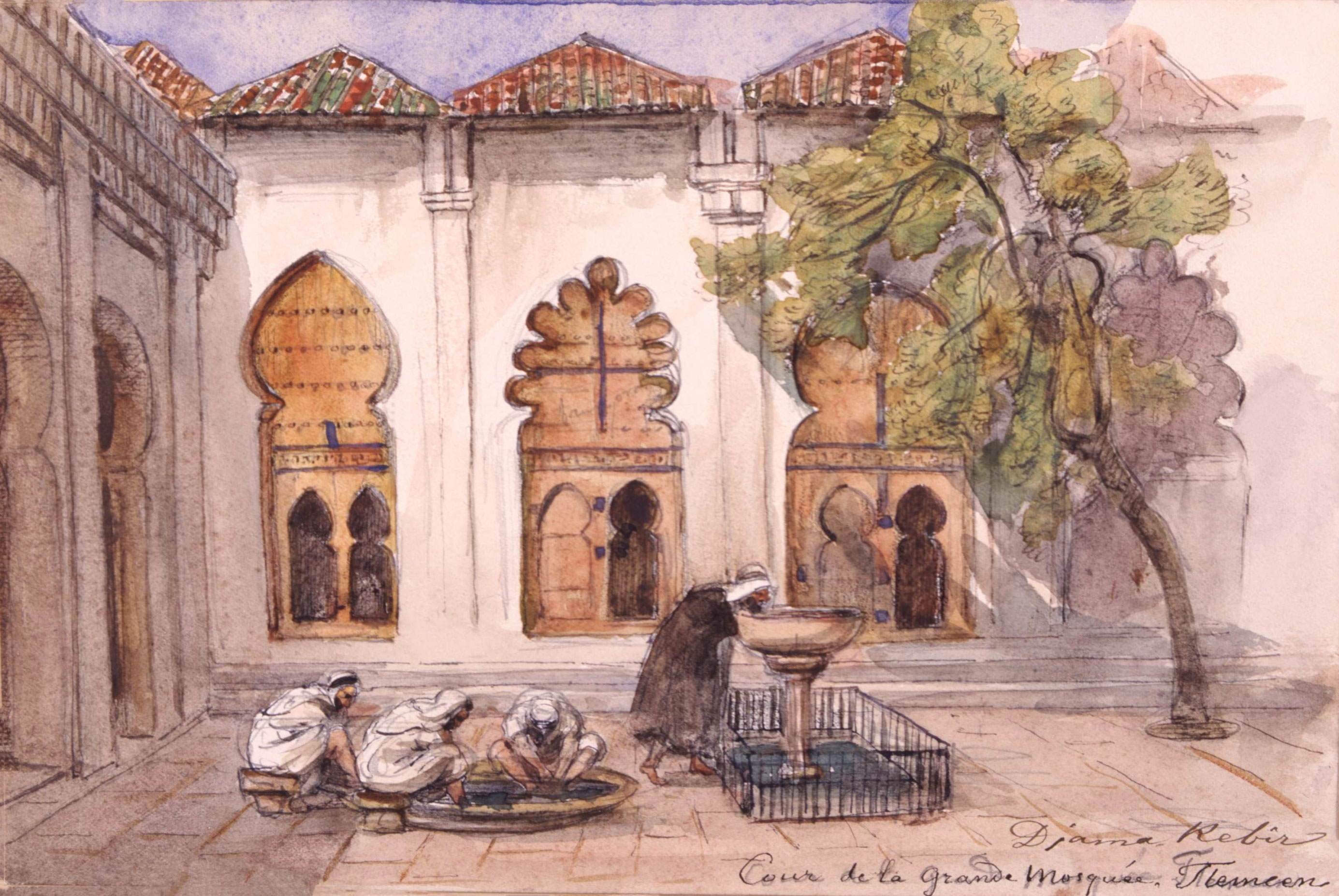
Aquarelle, représentant la Grande Mosquée de Tlemcen.

Muhammad b. Muhammad b. Ahmad était un hagiographe du XVIe siècle. Né, ayant vécu et étant décédé à Tlemcen, dans le nord-ouest de l'Algérie, Ibn Maryam se distingue parmi les érudits qui ont maintenu le haut niveau culturel et les caractéristiques juridiques et religieuses de l'ancienne capitale des Zayyanides, même après que les Ottomans aient pris le contrôle de Tlemcen en 1550.
Sa biographie est moins bien connue que son œuvre principale, al-Bustān. L'auteur est surtout connu par les informations qu'il fournit lui-même dans son œuvre. Il était originaire de la tribu de Madyunaa, issue d'une famille de la plaine de la Mléta. Bien que sa famille ait eu une position plutôt modeste, elle était sujette aux aléas politiques de l'époque.
La prise de Tlemcen par les troupes espagnoles en 1543 a contraint la famille d'Ibn Maryam à quitter la ville, mais elle est retournée après le départ des chrétiens. La question de l'achat d'une maison s'est posée, mais la crainte d'une nouvelle attaque a incité la famille à opter pour la location. Après avoir consulté un cheikh qui a assuré que les chrétiens ne reprendraient pas la ville, la famille a finalement décidé d'acheter une maison.
Ibn Maryam a étudié sous la direction de son père, Muḥammad b. Ahmad (décédé en 1577), et dans une médersa de Tlemcen. À la mort de son père, il lui a succédé en tant qu'enseignant à la Grande Mosquée et dans diverses médersas de Tlemcen.
Il mentionne d'autres enseignants renommés à Tlemcen avec lesquels il a étudié, tels que le faqîh, mufti et prédicateur de la Grande Mosquée, Saīd al-Maqqari (mort après 1603) ; le saint soufi Ali al-Salkisini (mort en 1564), imam à la mosquée d'Agadir ; le juriste et saint Abū l-Sādāt al-Madyūnī (mort en 1583) ; le juriste, grammairien, prédicateur et imam Muḥammad al-ʿIṭāfī ; et le juriste et enseignant Muḥammad b. al-Sharqī (mort en 1556).
Ibn Maryam était un juriste de l'école malikite, un ascète et un enseignant éminent, un philologue, un ascète et un homme de grande piété. Il était également reconnu en tant que chroniqueur, comme le rapportent deux de ses élèves : Īsā al-Baṭṭūī (mort en 1630) qui a rédigé une biographie bien documentée dans le catalogue de ses enseignants intitulé Maṭlab al-fawz (« Demande de victoire ») ; et Muḥammad al-Jazūlī qui fournit quelques données dans Kaabat al-ṭāifīn (« La Kaaba des circumambulateurs »). Ibn Maryam est également mentionné dans les dictionnaires biographiques de Muḥammad al-Ḥafnāwī (mort en 1767), Taarīf al-khalaf (« Spécification des successeurs »), et de Muḥammad Makhlūf (mort en 1941), Shajarat al-nūr al-zakiyya (« L'arbre de la lumière pure »).
Il a achevé al-Bustān en 1602, à un âge avancé à Tlemcen. Ibn Maryam a continué à enseigner et à écrire jusqu'à sa mort, survenue en 1605 (1014 du calendrier hégirien).

## Œuvre

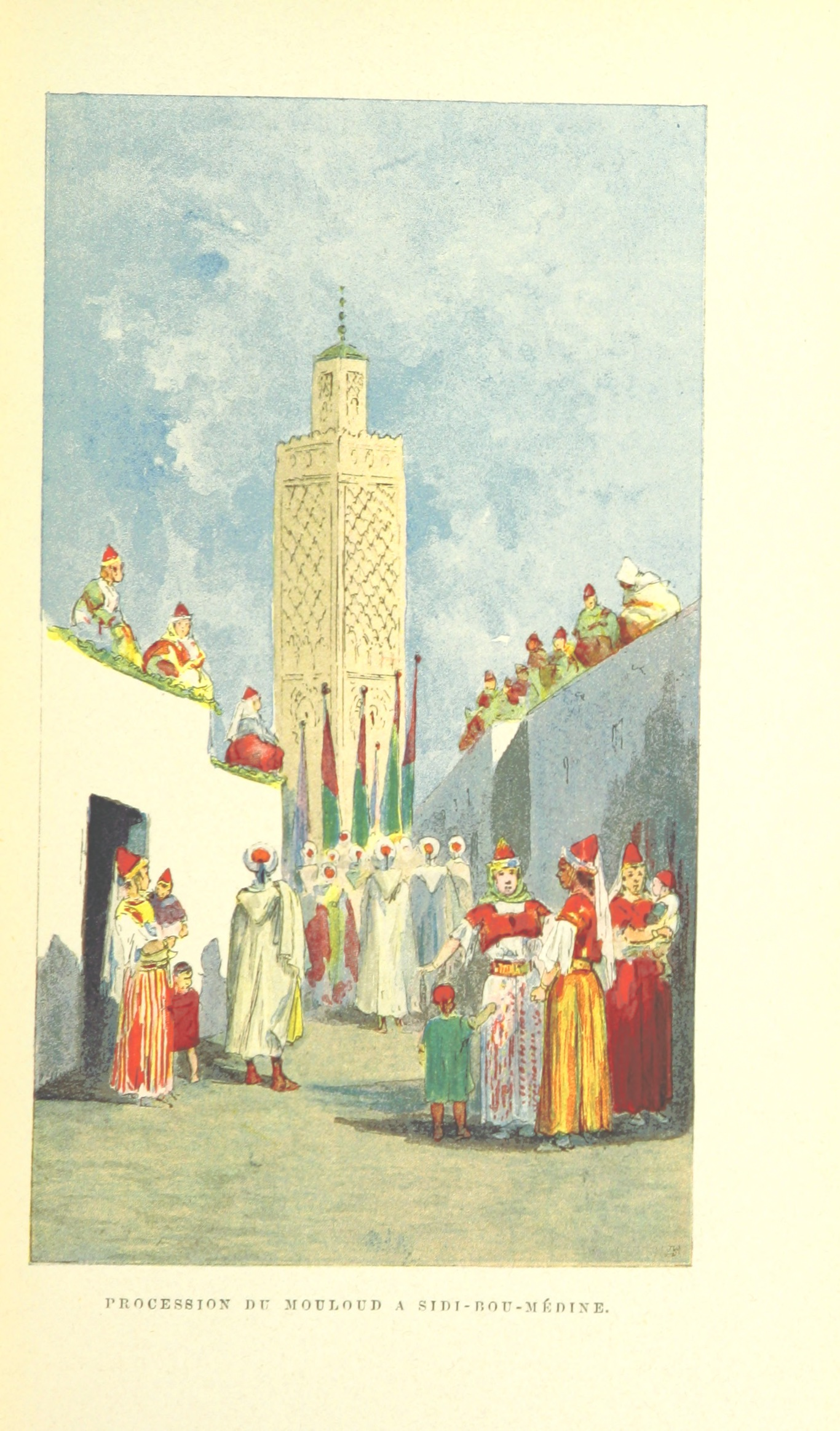
Procession du mouloud à Sidi Boumediene à Tlemcen.

Ibn Maryam est l'un des érudits les plus éminents de Tlemcen, reconnu en tant qu'auteur de l'ouvrage intitulé Al-Bustāne fi dikri al-'awliyā' wa al-ulama (« Le jardin biographique des saints et des savants »). Ce dictionnaire biographique rassemble les portraits de 182 personnalités, avec des biographies variant en longueur, couvrant la période du XIIIe siècle jusqu'en 1605.
L'œuvre fournit un répertoire de saints, principalement locaux, qu'ils aient vécu à Tlemcen ou qu'ils y aient étudié. Ibn Maryam offre des détails inédits sur les villes et villages de l'Ouest algérien. Il accorde une attention particulière à Tlemcen, une métropole intellectuelle attirant des savants du Maghreb, d'Orient et d'Al-Andalus. Il s'intéresse également aux villes avoisinantes d'Oran et Nedroma, ainsi que les régions berbères du Tessala et des Trara, s'étendant plus loin vers l'Est marocain.
Dans cet ouvrage, Ibn Maryam mentionne les principaux auteurs qu'il a consultés pour accomplir sa tâche, notamment Yahya Ibn Khaldoun, al-Sanoussi, Ibn Said al-Tilimsāni (m. 1496) et le Nayl al-ibtihāǧ de son contemporain Ahmad Baba (m. 1627).
Au début du XVIIe siècle, Tlemcen ne représente plus une capitale à vanter face aux dynasties rivales, mais plutôt une ville intégrée à l'Empire ottoman. Ibn Maryam ne cherche plus à souligner la centralité de Tlemcen, mais plutôt à mettre en lumière la renommée de sa région : « J’aborde aujourd’hui la composition de ce livre béni qui comprendra les biographies d’une foule de saints, de jurisconsultes et de grands personnages, vivants ou morts, originaires de Tlemcen, de son district ou du pays dépendant de cette ville »
Le projet d'écriture d'Ibn Maryam représente un défi lancé au présent et à l'oubli. Alors que les hommes illustres du passé ont déjà trouvé leur place dans des ouvrages plus anciens, les contemporains d'Ibn Maryam vivent une époque troublée, risquant ainsi de sombrer dans l'oubli. La répartition chronologique de ses notices reflète ces préoccupations : plus de la moitié concerne les XVe (25 %) et XVIe siècles (26 %), tandis que 23 % d'entre elles ne sont pas datées. Le dernier quart comprend des notices des XIIe, XIIIe et XIVe siècles.
En raison de la lutte continue contre « l'infidèle », l'islamisation et l'arabisation du pays sont des processus intensifs. Les saints répertoriés par Ibn Maryam, des combattants déterminés, offrent une représentation de l'islam adaptée à la mentalité des masses populaires. Leur dévotion est intense, leurs miracles fréquents et extraordinaires. Ils se consacrent inlassablement à l'oraison intérieure (dhikr), possèdent naturellement le don d'ubiquité, notamment lors des pèlerinages. Au besoin, ils confectionnent des amulettes (ḥizr), utilisant la magie blanche pour venir en aide à leurs coreligionnaires. Bien qu'ils soient toujours prêts à protéger l'opprimé et à rétablir la justice, ces saints ne peuvent se défaire d'un préjugé défavorable envers les Bédouins d'origine arabe qui se sont installés sur leur sol depuis trois siècles (le terme « arabe » ne s'applique qu'aux Bédouins).
Ces hommes extraordinaires ne négligent cependant pas la science ni la pratique des œuvres pieuses, étant profondément attachés à l'orthodoxie malikite. Certains excellent dans la science du droit et dans la répartition des successions (farāʾiḍ). Les plus érudits sont des théoriciens du droit et des logiciens. Ces hommes robustes, dont Ibn Maryam a préservé le souvenir, étaient à la fois des missionnaires et des illuminés, passant sans effort des tâches quotidiennes à une piété des plus exaltées
Dans la conclusion d'al-Bustān, Ibn Maryam fait référence à onze autres œuvres qu'il a rédigées, principalement des commentaires sur la jurisprudence, la doctrine, les prières, l'ascétisme et les biographies. Parmi ces ouvrages :
- Ghunyat al-murīd li-sharḥ masāʾil Abī l-Walīd (« Le trésor du disciple dans le commentaire des questions d'Abū l-Walīd »),
- al-Abrār wa-shiʿār al-akhyār fī l-waẓāʾif wa-l-adhkār al-mustaḥabba fī l-layl wa-l-nahār (« Les dévots et les paroles des vertueux dans les obligations et les supplications recommandées la nuit et le jour »),
- Fatḥ al-jalīl fī adwiyat al-ʿalīl li-ʿAbd al-Raḥmān al-Sanūsī (« La révélation de la majesté sur les remèdes pour les malades, par ʿAbd al-Raḥmān al-Sanūsī »).

Son œuvre principale, al-Bustān, est la seule à avoir été éditée et traduite en français. Elle a été utilisée dans les recherches pionnières sur Tlemcen par des historiens du XIXe siècle, tels que l'abbé J. J. L. Bargès et Georges Marçais. Les chercheurs algériens, dans leur quête du patrimoine culturel, ont de plus en plus accordé d'attention à Ibn Maryam. L'opinion favorable  des savants pour al-Bustān se manifeste par la large disponibilité de ses manuscrits, dont certains sont conservés à la Bibliothèque nationale d'Algérie, tandis que d'autres se trouvent dans des institutions religieuses et culturelles à Tlemcen ainsi que dans des bibliothèques privées.